# Dicaelus politus
Dicaelus politus är en skalbaggsart som beskrevs av Pierre François Marie Auguste Dejean. Dicaelus politus ingår i släktet Dicaelus och familjen jordlöpare. Inga underarter finns listade i Catalogue of Life.